# Nest-Sotra Fotball 2015
Questa voce raccoglie le informazioni riguardanti il Nest-Sotra Fotball nelle competizioni ufficiali della stagione 2015.

## Stagione
Il 26 novembre 2014, Michael Schjønberg viene ufficialmente nominato nuovo allenatore della squadra: il contratto sarebbe stato valido a partire dal 1º gennaio 2015. Il 13 maggio 2015, Schjønberg è stato esonerato: per sostituirlo sono stati chiamati Ruben Hetlevik e Steffen Landro, ad interim. Il 16 luglio, Petter Fossmark è stato nominato nuovo allenatore. Nonostante tutti i cambi in panchina, il Nest-Sotra non ha comunque raggiunto la salvezza, retrocedendo in 2. divisjon a causa del 14º posto finale. L'avventura nel Norgesmesterskapet 2015 è terminata invece al secondo turno, con l'eliminazione per mano dell'Åsane.
Kristoffer Zachariassen è stato il calciatore più utilizzato in stagione con 31 presenze, di cui 29 in campionato e 2 in coppa. Simen Næss e John Olav Norheim sono stati invece i migliori marcatori, a quota 5 reti ciascuno.

## Rosa
| N. |                     | Ruolo | Calciatore                |
| -- | ------------------- | ----- | ------------------------- |
| 1  | Norvegia (bandiera) | P     | Øystein Øvretveit         |
| 2  | Norvegia (bandiera) | D     | Mads Bjørsvik Songve      |
| 3  | Norvegia (bandiera) | D     | Mats Walberg              |
| 3  | Serbia (bandiera)   | D     | Gojko Ivković             |
| 4  | Norvegia (bandiera) | D     | Max Bjørsvik              |
| 5  | Norvegia (bandiera) | D     | Bjarte Haugsdal           |
| 6  | Norvegia (bandiera) | D     | Petter Havsgård Martinsen |
| 7  | Gambia (bandiera)   | A     | Alagie Sosseh             |
| 7  | Norvegia (bandiera) | C     | Hassan Rahmani            |
| 8  | Norvegia (bandiera) | C     | Øystein Aksnes            |
| 9  | Norvegia (bandiera) | A     | Steffen Lie Skålevik      |
| 10 | Norvegia (bandiera) | C     | Simen Næss                |
| 11 | Norvegia (bandiera) | C     | Andre Sødlund             |
| 11 | Norvegia (bandiera) | A     | Marius Wichne             |
| 12 | Norvegia (bandiera) | P     | Henrik Reite Hansen       |
| 12 | Norvegia (bandiera) | P     | Andreas Eikum             |
| 13 | Norvegia (bandiera) | D     | John Olav Norheim         |
| 13 | Norvegia (bandiera) | D     | Øyvind Nilsen             |

| N. |                      | Ruolo | Calciatore               |
| -- | -------------------- | ----- | ------------------------ |
| 14 | Norvegia (bandiera)  | C     | Bjarne Langeland         |
| 15 | Norvegia (bandiera)  | C     | Johnny Furdal            |
| 16 | Danimarca (bandiera) | D     | Mads Nielsen             |
| 16 | Norvegia (bandiera)  | C     | Per Christian Pedersen   |
| 17 | Norvegia (bandiera)  | C     | Kristoffer Zachariassen  |
| 18 | Norvegia (bandiera)  | D     | Kamran Ali Iqbal         |
| 19 | Norvegia (bandiera)  | D     | Thor Kristian Økland     |
| 20 | Norvegia (bandiera)  | A     | Joakim Hammersland       |
| 21 | Svezia (bandiera)    | A     | Petrit Zhubi             |
| 21 | Norvegia (bandiera)  | C     | Preben Hammersland       |
| 22 | Norvegia (bandiera)  | C     | William Christoffer Eide |
| 23 | Norvegia (bandiera)  | C     | Ruben Hetlevik           |
| 24 | Islanda (bandiera)   | D     | Aron Rúnarsson Heiðdal   |
| 27 | Norvegia (bandiera)  | A     | Jone Rugland             |
| 29 | Norvegia (bandiera)  | D     | Joakim Lokøy Nordøy      |
| 30 | Norvegia (bandiera)  | C     | Daniel Tørum             |
| 31 | Norvegia (bandiera)  | P     | Martin Paulsen           |
| –– | Nigeria (bandiera)   | A     | George White Agwuocha    |

## Calciomercato

### Sessione invernale(dal 01/01 al 31/03)
| Arrivi | Arrivi                 | Arrivi    | Arrivi        |
| R.     | Nome                   | da        | Modalità      |
| ------ | ---------------------- | --------- | ------------- |
| P      | Øystein Øvretveit      | Brann     | fine prestito |
| D      | Max Bjørsvik           | Vålerenga | fine prestito |
| D      | Kamran Ali Iqbal       |           | svincolato    |
| D      | Øyvind Nilsen          | Viking    | definitivo    |
| D      | Thor Kristian Økland   | Åsane     | definitivo    |
| C      | Per Christian Pedersen | Åsane     | definitivo    |
| C      | Hassan Rahmani         | Vålerenga | definitivo    |
| A      | Marius Wichne          | Fana      | definitivo    |

| Partenze | Partenze             | Partenze  | Partenze      |
| R.       | Nome                 | a         | Modalità      |
| -------- | -------------------- | --------- | ------------- |
| P        | Martín Sanchez Olsen | Åsane     | definitivo    |
| D        | Kevin Duré           |           | svincolato    |
| C        | Ørjan Hopen          | Sogndal   | fine prestito |
| C        | Nick Rios Haugen     | Lyn       | definitivo    |
| C        | Damian Sanchez Olsen | Åsane     | definitivo    |
| A        | Riki Alba            | Vålerenga | fine prestito |
| A        | Kjetil Kalve         | Åsane     | definitivo    |

### Sessione estiva(dal 22/07 al 18/08)
| Arrivi | Arrivi                 | Arrivi     | Arrivi     |
| R.     | Nome                   | da         | Modalità   |
| ------ | ---------------------- | ---------- | ---------- |
| P      | Henrik Reite Hansen    | Flekkerøy  | prestito   |
| D      | Aron Rúnarsson Heiðdal | Stjarnan   | prestito   |
| D      | Mads Nielsen           |            | svincolato |
| D      | John Olav Norheim      | Start      | prestito   |
| D      | Mats Walberg           | Bærum      | prestito   |
| C      | Andre Sødlund          | Sandefjord | prestito   |
| A      | George White Agwuocha  |            | svincolato |
| A      | Alagie Sosseh          | Mjøndalen  | definitivo |
| A      | Petrit Zhubi           |            | svincolato |

| Partenze | Partenze             | Partenze      | Partenze   |
| R.       | Nome                 | a             | Modalità   |
| -------- | -------------------- | ------------- | ---------- |
| P        | Andreas Eikum        | Fyllingsdalen | definitivo |
| D        | Kamran Ali Iqbal     |               | svincolato |
| D        | Gojko Ivković        |               | svincolato |
| D        | Bjarne Langeland     | Fyllingsdalen | prestito   |
| D        | Øyvind Nilsen        | Fyllingsdalen | prestito   |
| C        | Preben Hammersland   |               | svincolato |
| C        | Hassan Rahmani       | Moss          | definitivo |
| A        | Steffen Lie Skålevik | Brann         | definitivo |
| A        | Marius Wichne        | Fana          | prestito   |

## Risultati

### 1. divisjon

#### Girone di andata
| Arbitro: | Gjermshus |

|                        |           |                 |
| Tveita 49’ Vevatne 61’ | Marcatori | 89’ Hammersland |

| Arbitro: | Kjensli (Oslo) |

|                       |           |                                     |
| Lie Skålevik 32’, 76’ | Marcatori | 16’ Lerpold 40’ Ueland 52’ Soltvedt |

| Arbitro: | Saggi |

|                           |           |                        |
| Engblom 4’, 19’ Helle 24’ | Marcatori | 40’ Havsgård Martinsen |

| Arbitro: | Gya |

|                 |           |                    |
| Hammersland 28’ | Marcatori | 3’ Opseth 78’ Sarr |

| Arbitro: | Haugen |

|                 |           |                  |
| Karoliussen 81’ | Marcatori | 33’ Zachariassen |

| Arbitro: | Saggi |

|                    |           |  |
| P. Hammersland 74’ | Marcatori |  |

| Arbitro: | Gjermshus |

|                                                     |           |                       |
| Ulland Andersen 6’ Karlsen 16’ (rig.) Törnqvist 60’ | Marcatori | 74’, 87’ Lie Skålevik |

| Arbitro: | Eskås |

|                  |           |                       |
| Lie Skålevik 67’ | Marcatori | 61’ Juklerød 69’ Alba |

| Arbitro: | Steen |

|                |           |                                     |
| Larsen 1’, 11’ | Marcatori | 59’ J. Hammersland 62’ Zachariassen |

| Arbitro: | Haugen |

|                  |           |                            |
| Lie Skålevik 88’ | Marcatori | 21’, 25’ Beugré 56’ Groven |

| Arbitro: | Saggi |

|                       |           |               |
| Jahr 27’ Ramsland 38’ | Marcatori | 56’ Langeland |

| Arbitro: | Ahlsen |

|                                            |           |  |
| Lie Skålevik 45’, 61’ Ivković 50’ Næss 90’ | Marcatori |  |

| Arbitro: | Gjermshus |

|                                   |           |  |
| Stene 66’ Reginiussen 70’ Aas 78’ | Marcatori |  |

| Arbitro: | Saggi |

|          |           |                  |
| Coly 23’ | Marcatori | 41’ Lie Skålevik |

| Arbitro: | Jonsson Trædal |

|                    |           |           |
| J. Hammersland 72’ | Marcatori | 51’ López |

#### Girone di ritorno
| Arbitro: | Tennøy |

|  |           |                  |
|  | Marcatori | 61’ Lie Skålevik |

| Ågotnes 2 agosto 2015, ore 18:00 17ª giornata | Nest-Sotra | 0 – 0 referto | Follo | Ågotnes Stadion (572 spett.)\| Arbitro: \| Gjermshus \| |
| Arbitro:                                      | Gjermshus  |               |       |                                                         |

| Arbitro: | Ahlsen |

|                      |           |                  |
| Dramé 34’ Beugré 90’ | Marcatori | 63’, 68’ Norheim |

| Arbitro: | Eskås |

|  |           |           |
|  | Marcatori | 90’ Bamba |

| Arbitro: | Saggi |

|                           |           |  |
| Næss 27’ Zachariassen 71’ | Marcatori |  |

| Arbitro: | Gjermshus |

|  |           |                           |
|  | Marcatori | 71’, 90’ Zhubi 81’ Sosseh |

| Arbitro: | Haugen |

|             |           |                                            |
| Norheim 39’ | Marcatori | 24’ (aut.) Havsgård Martinsen 71’ Tronseth |

| Arbitro: | Borgersen (Oslo) |

|                          |           |  |
| Opseth 35’, 86’ Otoo 40’ | Marcatori |  |

| Arbitro: | Moen |

|               |           |                                           |
| Næss 69’, 88’ | Marcatori | 57’ (rig.), 81’ (rig.) Engblom 90’ Langås |

| Arbitro: | Gya |

|                                                       |           |                  |
| Alba 10’, 69’ Tollås 36’ El Masrouri 40’ Juklerød 71’ | Marcatori | 59’, 72’ Norheim |

| Arbitro: | Saggi |

|                                    |           |                          |
| Sosseh 24’ Rugland 55’ Nielsen 60’ | Marcatori | 44’ Kallevåg 85’ Aursnes |

| Ågotnes 11 ottobre 2015, ore 15:00 27ª giornata            | Nest-Sotra | 2 – 0 referto | Strømmen | Ågotnes Stadion |
| \| \| \| \| \| Zachariassen 8’ Næss 67’ \| Marcatori \| \| |            |               |          |                 |
|                                                            |            |               |          |                 |
| Zachariassen 8’ Næss 67’                                   | Marcatori  |               |          |                 |

| Arbitro: | Jonsson Trædal |

|                                |           |  |
| Robstad 14’ Lind 59’ Antwi 78’ | Marcatori |  |

| Arbitro: | Borgersen (Oslo) |

|                         |           |            |
| Bjørsvik 36’ Furdal 80’ | Marcatori | 90’ Haugen |

| Arbitro: | Smehus Kringstad |

|           |           |             |
| Aalbu 11’ | Marcatori | 90’ Sødlund |

### Norgesmesterskapet
| Arbitro: | Tennøy |

|  |           |                      |
|  | Marcatori | 30’, 50’ (rig.) Næss |

| Arbitro: | Sinnes |

|                         |           |  |
| Soltvedt 41’ Lassen 86’ | Marcatori |  |

## Statistiche

### Statistiche di squadra
| Competizione       | Punti | In casa | In casa | In casa | In casa | In casa | In casa | In trasferta | In trasferta | In trasferta | In trasferta | In trasferta | In trasferta | Totale | Totale | Totale | Totale | Totale | Totale | DR  |
| Competizione       | Punti | G       | V       | N       | P       | Gf      | Gs      | G            | V            | N            | P            | Gf           | Gs           | G      | V      | N      | P      | Gf     | Gs     | DR  |
| ------------------ | ----- | ------- | ------- | ------- | ------- | ------- | ------- | ------------ | ------------ | ------------ | ------------ | ------------ | ------------ | ------ | ------ | ------ | ------ | ------ | ------ | --- |
| 1. divisjon        | 31    | 15      | 6       | 2       | 7       | 23      | 20      | 15           | 2            | 5            | 8            | 18           | 31           | 30     | 8      | 7      | 15     | 41     | 51     | -10 |
| Norgesmesterskapet | -     | 0       | 0       | 0       | 0       | 0       | 0       | 2            | 1            | 0            | 1            | 2            | 2            | 2      | 1      | 0      | 1      | 2      | 2      | 0   |
| Totale             | -     | 15      | 6       | 2       | 7       | 23      | 20      | 17           | 3            | 5            | 9            | 20           | 33           | 32     | 9      | 7      | 16     | 43     | 53     | -10 |

### Statistiche dei giocatori
| Giocatore             | 1. divisjon | 1. divisjon | 1. divisjon | 1. divisjon | Norgesmesterskapet | Norgesmesterskapet | Norgesmesterskapet | Norgesmesterskapet | Coppe europee | Coppe europee | Coppe europee | Coppe europee | Altre coppe | Altre coppe | Altre coppe | Altre coppe | Totale   | Totale | Totale      | Totale     |
| Giocatore             | Presenze    | Reti        | Ammonizioni | Espulsioni  | Presenze           | Reti               | Ammonizioni        | Espulsioni         | Presenze      | Reti          | Ammonizioni   | Espulsioni    | Presenze    | Reti        | Ammonizioni | Espulsioni  | Presenze | Reti   | Ammonizioni | Espulsioni |
| --------------------- | ----------- | ----------- | ----------- | ----------- | ------------------ | ------------------ | ------------------ | ------------------ | ------------- | ------------- | ------------- | ------------- | ----------- | ----------- | ----------- | ----------- | -------- | ------ | ----------- | ---------- |
| G. Agwuocha           | 0           | 0           | 0           | 0           | -                  | -                  | -                  | -                  |               |               |               |               |             |             |             |             | 0        | 0      | 0           | 0          |
| Ø. Aksnes             | 19          | 0           | 3           | 0           | 1                  | 0                  | 0                  | 0                  |               |               |               |               |             |             |             |             | 20       | 0      | 3           | 0          |
| M. Bjørsvik           | 27          | 1           | 5           | 0           | 2                  | 0                  | 1                  | 0                  |               |               |               |               |             |             |             |             | 29       | 1      | 6           | 0          |
| M. Bjørsvik Songve    | 1           | 0           | 0           | 0           | 2                  | 0                  | 0                  | 0                  |               |               |               |               |             |             |             |             | 3        | 0      | 0           | 0          |
| W. Eide               | 0           | 0           | 0           | 0           | 0                  | 0                  | 0                  | 0                  |               |               |               |               |             |             |             |             | 0        | 0      | 0           | 0          |
| A. Eikum              | 3           | -0          | 0           | 0           | 1                  | -2                 | 0                  | 0                  |               |               |               |               |             |             |             |             | 4        | -2     | 0           | 0          |
| J. Furdal             | 20          | 1           | 2           | 0           | 0                  | 0                  | 0                  | 0                  |               |               |               |               |             |             |             |             | 20       | 1      | 2           | 0          |
| J. Hammersland        | 28          | 4           | 2           | 0           | 1                  | 0                  | 0                  | 0                  |               |               |               |               |             |             |             |             | 29       | 4      | 2           | 0          |
| P. Hammersland        | 6           | 1           | 2           | 0           | 1                  | 0                  | 0                  | 0                  |               |               |               |               |             |             |             |             | 7        | 1      | 2           | 0          |
| B. Haugsdal           | 26          | 0           | 1           | 0           | 2                  | 0                  | 1                  | 0                  |               |               |               |               |             |             |             |             | 28       | 0      | 2           | 0          |
| B. Havsgård Martinsen | 28          | 1           | 4           | 0           | 2                  | 0                  | 0                  | 0                  |               |               |               |               |             |             |             |             | 30       | 1      | 4           | 0          |
| A. Heiðdal            | 3           | 0           | 1           | 0           | -                  | -                  | -                  | -                  |               |               |               |               |             |             |             |             | 3        | 0      | 1           | 0          |
| E. Hellevik Larsen    | 3           | 0           | 0           | 0           | 1                  | 0                  | 1                  | 0                  |               |               |               |               |             |             |             |             | 4        | 0      | 1           | 0          |
| R. Hetlevik           | 3           | 0           | 0           | 0           | 1                  | 0                  | 0                  | 0                  |               |               |               |               |             |             |             |             | 4        | 0      | 0           | 0          |
| G. Ivković            | 16          | 1           | 2           | 0           | 1                  | 0                  | 0                  | 0                  |               |               |               |               |             |             |             |             | 17       | 1      | 2           | 0          |
| J. Lokøy Nordøy       | 0           | 0           | 0           | 0           | 0                  | 0                  | 0                  | 0                  |               |               |               |               |             |             |             |             | 0        | 0      | 0           | 0          |
| S. Lie Skålevik       | 18          | 10          | 3           | 0           | 2                  | 0                  | 0                  | 0                  |               |               |               |               |             |             |             |             | 20       | 10     | 3           | 0          |
| S. Næss               | 26          | 5           | 2           | 0           | 1                  | 0                  | 0                  | 0                  |               |               |               |               |             |             |             |             | 27       | 5      | 2           | 0          |
| M. Nielsen            | 13          | 1           | 0           | 1           | -                  | -                  | -                  | -                  |               |               |               |               |             |             |             |             | 13       | 1      | 0           | 1          |
| J. Norheim            | 14          | 5           | 4           | 0           | -                  | -                  | -                  | -                  |               |               |               |               |             |             |             |             | 14       | 5      | 4           | 0          |
| T. Økland             | 1           | 0           | 0           | 0           | 0                  | 0                  | 0                  | 0                  |               |               |               |               |             |             |             |             | 1        | 0      | 0           | 0          |
| Ø. Øvretveit          | 26          | -43         | 3           | 0           | 1                  | -0                 | 0                  | 0                  |               |               |               |               |             |             |             |             | 27       | -43    | 3           | 0          |
| M. Paulsen            | 0           | -0          | 0           | 0           | 0                  | -0                 | 0                  | 0                  |               |               |               |               |             |             |             |             | 0        | 0      | 0           | 0          |
| P. Pedersen           | 1           | 0           | 0           | 0           | 0                  | 0                  | 0                  | 0                  |               |               |               |               |             |             |             |             | 1        | 0      | 0           | 0          |
| H. Reite Hansen       | 1           | -1          | 0           | 0           | 0                  | -0                 | 0                  | 0                  |               |               |               |               |             |             |             |             | 1        | -1     | 0           | 0          |
| J. Rugland            | 21          | 1           | 1           | 0           | 1                  | 0                  | 0                  | 0                  |               |               |               |               |             |             |             |             | 22       | 1      | 1           | 0          |
| A. Sødlund            | 12          | 1           | 0           | 0           | -                  | -                  | -                  | -                  |               |               |               |               |             |             |             |             | 12       | 1      | 0           | 0          |
| A. Sosseh             | 10          | 2           | 4           | 0           | -                  | -                  | -                  | -                  |               |               |               |               |             |             |             |             | 10       | 2      | 4           | 0          |
| D. Tørum              | 0           | 0           | 0           | 0           | 0                  | 0                  | 0                  | 0                  |               |               |               |               |             |             |             |             | 0        | 0      | 0           | 0          |
| M. Walberg            | 13          | 0           | 0           | 0           | -                  | -                  | -                  | -                  |               |               |               |               |             |             |             |             | 13       | 0      | 0           | 0          |
| K. Zachariassen       | 29          | 4           | 4           | 0           | 2                  | 0                  | 0                  | 0                  |               |               |               |               |             |             |             |             | 31       | 4      | 4           | 0          |
| P. Zhubi              | 8           | 2           | 2           | 0           | -                  | -                  | -                  | -                  |               |               |               |               |             |             |             |             | 8        | 2      | 2           | 0          |